# أندريا غاسباري
أندريا غاسباري (بالإيطالية: Andrea Gasparri)‏ (مواليد 28 فبراير 1989 ب‍سيينا، إيطاليا - ) هو لاعب كرة قدم إيطالي في مركز حراسة المرمى. شارك مع منتخب إيطاليا تحت 18 سنة لكرة القدم ومنتخب إيطاليا تحت 20 سنة لكرة القدم. أما مع النوادي، فقد لعب مع نادي بارما وUS Poggibonsi ‏ ونادي سي إس فيزيه وAC Giacomense ‏ وGiulianova Calcio ‏ وSS Racing Club Fondi ‏.